# Synagoga w Osjakowie
Synagoga w Osjakowie – synagoga znajdująca się w Osjakowie przy ulicy Częstochowskiej 3.
Synagoga została zbudowana na początku XIX wieku. Podczas II wojny światowej hitlerowcy zdewastowali wnętrze synagogi. Po zakończeniu wojny budynek przebudowano na magazyn. W 2003 roku synagoga została zakupiona przez osoby prywatne, które planują w niej urządzić galerię sztuki.
Murowany i orientowany budynek synagogi wzniesiono na planie prostokąta. Wewnątrz na ścianie wschodniej zachowało się obramowanie wyznaczające miejsce po Aron ha-kodesz. Częściowo zachował się wystrój zewnętrzny.